# Synagogi w Częstochowie
Przed II wojną światową w Częstochowie znajdowało się ponad 50 synagog i domów modlitwy. Większość z nich znajdowała się w kamienicach oraz zaadaptowanych do tego celu małych budynkach czy oficynach. Tylko nieliczne, w tym Stara i Nowa Synagoga były wolno stojącymi gmachami.

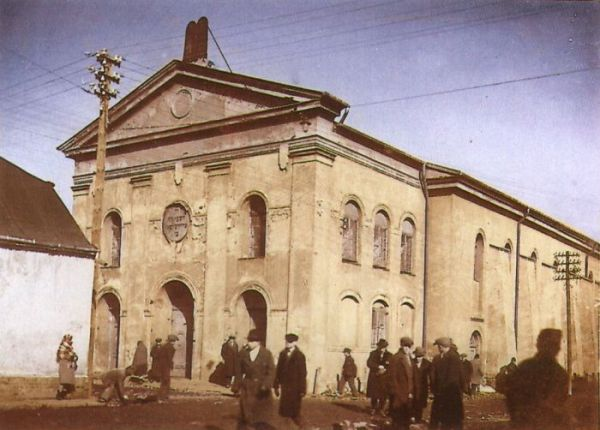
Stara Synagoga

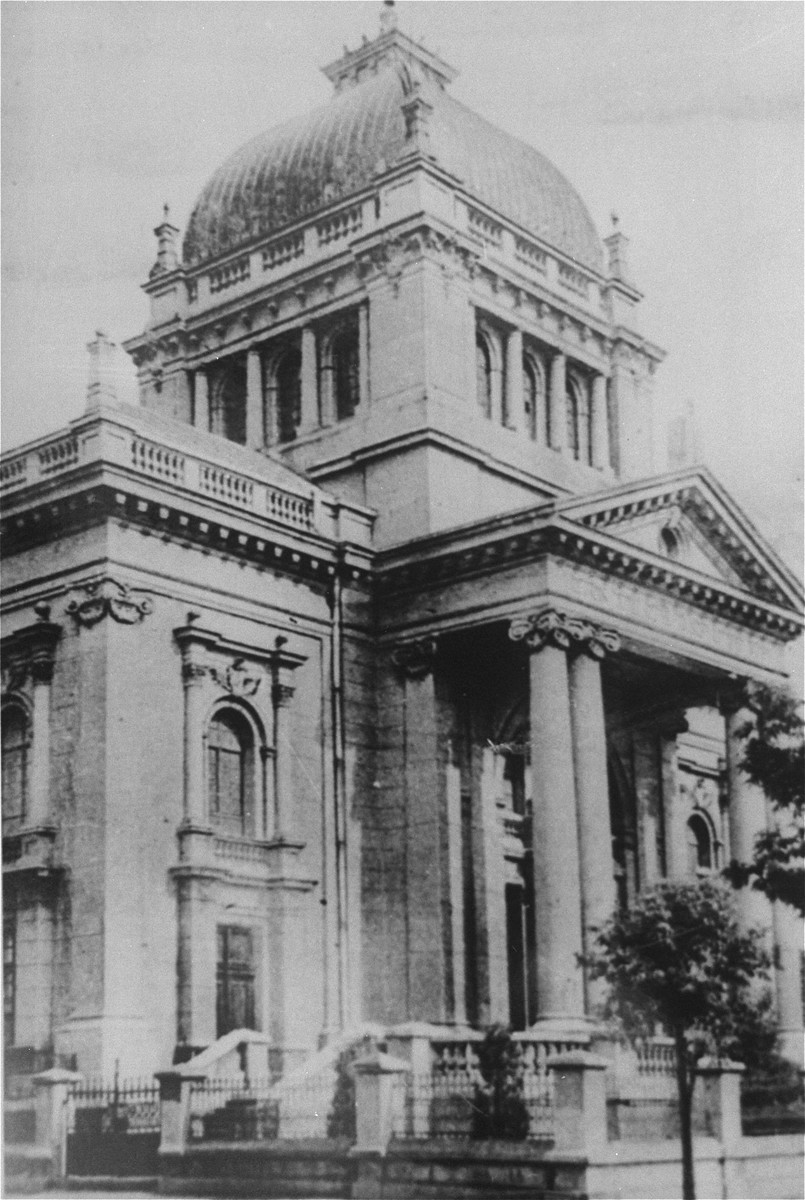
Nowa Synagoga

- Najstarsza Synagoga w Częstochowie
- Stara Synagoga w Częstochowie
- Nowa Synagoga w Częstochowie

- Synagoga chasydów z Góry Kalwarii w Częstochowie (ul. Nadrzeczna 36)
- Synagoga chasydów z Góry Kalwarii w Częstochowie (ul. Nowy Targ 2)
- Synagoga chasydów z Góry Kalwarii w Częstochowie (al. NMP 6)
- Synagoga chasydów z Góry Kalwarii w Częstochowie (al. NMP 31)
- Synagoga chasydów z Kromołowa w Częstochowie
- Synagoga chasydów z Sochaczewa w Częstochowie
- Synagoga chasydów z Aleksandrowa Łódzkiego w Częstochowie
- Synagoga chasydów ze Skierniewic w Częstochowie
- Synagoga chasydów z Grodziska Wielkopolskiego w Częstochowie
- Synagoga chasydów z Bełza w Częstochowie
- Synagoga chasydów z Ropczyc w Częstochowie
- Synagoga chasydów z Mszczonowa w Częstochowie
- Synagoga chasydów z Radomska w Częstochowie
- Synagoga chasydów z Pilicy w Częstochowie
- Synagoga chasydów z Bracławia w Częstochowie
- Synagoga Wekslera w Częstochowie
- Synagoga Ohel Jakow w Częstochowie
- Synagoga Machsike Hadas w Częstochowie
- Synagoga Chewra Lomdei Tanach w Częstochowie
- Synagoga w Częstochowie (ul. Strażacka 11)
- Synagoga w Częstochowie (al. NMP 1)
- Synagoga w Częstochowie (ul. Prosta)
- Synagoga w Częstochowie (ul. Katedralna 10)